# 済生会西条病院
済生会西条病院（さいせいかいさいじょうびょういん）は、愛媛県西条市にある済生会が運営する病院である。
標榜科目11科、病床数150床。

## 標榜科目
- 内科
- 循環器内科
- 外科
- 整形外科
- 放射線科
- 麻酔科
- リハビリテーション科
- 脳神経外科
- 泌尿器科
- 眼科
- 皮膚科
- ペインクリニック外科
- 歯科・口腔外科
- 血液内科
- 血管外科
- 病理診断科

（2017年4月1日現在）

## 沿革
医師・赤松寛が愛媛県西条市大町660-7（現 弁財天公園）で運営していた赤松外科病院の建物・施設を、1958年4月、社会福祉法人 恩賜財団 済生会に寄附して設立された。その後診療科目の増科、増築、増床を繰り返し、1986年9月、現在地（愛媛県西条市朔日市字榎ヶ坪269-1)に新築移転。
- 1993年 - 病院西側に老人保健施設・いしづち苑を併設。
- 2002年 - 病院東側増築。
- 2007年 - 外来診察場、PET-CT、リニアック、管理施設、回復期リハビリテーション病棟を備えた南棟が完成。
- 2009年 - 64列マルチスライスCT導入。
- 2011年 - 血管造影装置更新
- 2024年-　病棟新築(急性期入院、手術室、外来化学療法、一部の外来）　PET-CT更新、MRI更新、骨密度測定装置更新

## 病院の特徴
西条地区にある公的医療機関として検診・生活習慣病医療から救急医療まで幅広く対応している。また、地域初のDPC病院でもある。
外来は原則予約制であるが、救急の受け入れは消極的に行っている。
がん治療
がんの早期発見に役立つPET-CTやリニアック（放射線治療装置）の導入、癌化学療法専門薬剤師など、がんの自己完結型医療を目指した取り組み。
救急医療
HCUをもつ西条市の2次救急医療機関として幅広く対応している。外科、整形外科の手術件数は地区でも突出している。また、地域では唯一緊急内視鏡、手術を行うことができる。
予防医学
済生会とイオンの協業による啓蒙活動のほか、検診センターもあり、早期発見、早期治療をモットーに充実させている。
生活習慣病医療
糖尿病内科は専門医3名が在籍し、持続インスリンポンプ、24時間持続血糖測定も導入、糖尿病教室やフットケアも行っている。眼科、皮膚科、整形外科との連携もある。
循環器医療
最新の血管造影装置を中核にバスキュラーラボも整備され、レベルの高い検査・手術を行っている。カテーテル治療は日本心血管インターベンション治療学会指導医が心臓、全身の血管のみでなく不整脈に対するカテーテルアブレーションやペースメーカー植え込みも行っている。
医療機器
PET-CT、マルチスライスCT、血管造影装置(GE製Innova3131IQ)リニアック（放射線治療装置）、MRI等、300床規模の病院に匹敵する医療機器を積極的に導入している。病理解剖も可能である。